# Palapa, Mexiko
Palapa är en ort i Mexiko.   Den ligger i kommunen Zongolica och delstaten Veracruz, i den sydöstra delen av landet, 240 km öster om huvudstaden Mexico City. Palapa ligger 1 245 meter över havet och antalet invånare är 493.
Terrängen runt Palapa är varierad, och sluttar österut. Runt Palapa är det ganska tätbefolkat, med 155 invånare per kvadratkilometer. Närmaste större samhälle är Zongolica, 4,5 km sydväst om Palapa. I omgivningarna runt Palapa växer i huvudsak städsegrön lövskog.